# Alphonse Allais
Alphonse Allais (Honfleur, 1854. október 20. – Párizs, 1905. október 28.) francia író és újságíró, aki a képző- és előadóművészetekben is kipróbálta tehetségét. Egy időben kora legjelesebb francia humoristájának és elbeszélőjének tartották; emellett kurta tudományos munkássága is figyelemre méltó. Egyik nővére, Jeanne Leroy-Allais (1853-1914) korában ismert gyermekíró volt.

## Élete
Charles Auguste Allais (1825-1895) gyógyszerész és felesége, Alphonsine Vivien (1830-1927) ötödik és egyben utolsó gyermekeként született Honfleurben, szüleinek a Place de la Grande-Fontaine (ma Place Hamelin) 6. alatti házában.
Három éves koráig egy szót sem szólt, ezért azt hitték róla, hogy néma. Az iskolában kiemelkedett intelligenciájával, ezért szülei tudományos pályára szánták. Tizenhat évesen érettségizett természettudományokból, de a történelem és a földrajz szóbeli vizsgán megbukott, de a következő évben felvették. A közbülső évben gyakornokként dolgozott egy rokonuk gyógyszertárában, de nem lelte örömét benne, ezért apja Párizsba küldte tanulni. Alphonse szívesebben töltötte idejét a kávézók teraszán vagy a Luxembourg-kertben, és egy vizsgát sem tett le a gyógyszerész karon. Ennek hatására apja megvonta apanázsát.
Az ifjú Alphonse, aki se Honfleurbe visszatérni, se tanulni nem akart, barátja, Charles Cros nyomdokába lépve először a fényképészettel próbálkozott, de nem járt sikerrel. A képzőművészetekkel később sem szakított: „Négerek harcolnak egy sötét barlangban” című, homogén feketére színezett képét például 1883-ban festette.
Ezután újságírónak állt, és karcolatokat publikált különböző párizsi magazinokban. Barátaival a Quartier Latinből több olyan fantáziadús csoportnak is alakítottak, mint a „les Fumistes”, „les Hydropathes” vagy „les Hirsutes”.
1881-ben végképp felhagyott gyógyszerész tanulmányaival, és a Le Chat noir kabaréújság munkatársa lett. Humoros írásai és naponta írt novellái sikereseknek bizonyultak. 1882-től együttműködött a Le Chat Noir hetilappal is. 1885-ben gyakran járt a Doboshoz (Au Tambourin) címzett kávézó-étterembe (Boulevard de Clichy 62.).
1886. október 26-án ő lett a Le Chat noir főszerkesztője. Utolsó írása ebben a folyóiratban 1893. augusztus 19-én jelent meg, de továbbra is rendszeresen publikált történeteket és egyéb rövid szösszeneteket olyan lapokban, mint a Gil Blas vagy 1892-től a Le Journal (amelyben első írása, a „A papagáj” a 2. számban jelent meg 1892. szeptember 29-én, utolsó, „A centenáriumok csődje” pedig 1905. október 20-án).
Az 1880-as évek végén színpadi művekkel (monológok, mese, operett) is próbálkozott.
Az 1890-es évek elején adta ki első két humoros és abszurd mesegyűjteményét.
Az úgynevezett „Belle Époque” (szép korszak, az 1872 utáni századforduló) idején híressé és népszerűvé tette könnyed hangvétele és szokatlan humora, gyakran szójátékokkal és (eltérő írásmódú) tökéletes rímekkel.
1893 augusztusában, nem sokkal a törvényhozási választások előtt a sajtó arról számolt be, hogy egy titokzatos „Albert Caperon, akit Cap kapitányként ismernek” Párizs 9. kerületében „bürokrata- és Európa-ellenes jelöltként” mutatkozott be ultramarinkék papírra nyomtatott szórólapjain. Kapitány kapitány alakja idővel Allais jellegzetes abszurd ízlésének megtestesítőjévé vált.
1894. június 9-én indult New York-ba, majd Kanadába látogatott. Júliusban tért vissza Franciaországba. Útjáról egy sor cikkben számolt be olyan megjegyzésekkel, mint „A New York-i autózás túlárazott. Ha az ember gyalog jár egy hétig, a spórolt összegből visszavásárolhatja Elzászt és Lotaringiát”. Kanadai helyszíneket ezután több történetéhez is felhasznált.
1895-ben feleségül vette a huszonhat éves Marguerite Marie Gouzée-t (1869–1914), egy antwerpeni sörfőző lányát. 1899 augusztusában egy új humoros újság, a Le Sourire főszerkesztője lett.
1905. október 28-án 9 óra 15 perckor a vénagyulladás (phlebitis) szövődményeként kialakult tüdőembóliában halt meg a Britannia Hotelben, (rue d'Amsterdam 24.). 1944. április 21-én a Párizs északi részét bombázó Királyi Légierő porrá zúzta sírját a Saint-Ouen temető ben. „Virtuális” hamvait 2005-ben vitték át a Montmartre-ra.

## Tudományos munkássága
Korai éveiben szerves kémikusként komoly haladást ért a gumi szintézisében. Fejlesztette a színes fényképezés technológiáját. Felfedezte a fagyasztva szárított oldható kávé előállításának módszerét, és 1881. március 7-én szabadalmaztatta az eljárást. Szabadalmát 1935-ben vásárolta fel Max Morgenthaler, a Nestlé élelmiszer-kémikusa, aki erre alapozva indította el a Nescafé gyártását.

## Munkássága
Könnyed, gunyoros stílusa mögött jelentős elégedetlenség érzékelhető írásaiban. Különösen negatívan állította be a katonákat, a politikusokat és a papokat. Hazai rajongói hajlamosak Karinthy Frigyes irodalmi előképének tekinteni. Jelképes értelműnek tekintik, hogy mindketten előálltak a befelé álló fülű csésze ötletével. Allais másik csészés ötlete az a példány volt, amit a Ming-dinasztia egyik balkezes császára számára készített az ismeretlen alkotó úgy, hogy a csésze füle balkéz felé álljon. Az általa elképzelt (javasolt) múzeumban a császár csészéje mellett Voltaire 12 éves kori koponyáját is kiállították volna.
Humorának egyik alapeleme a logikai bukfenc. Így értetlenkedett azon, hogy az emberek miért a városokban építik fel házaikat, amikor pedig vidéken sokkal több a hely. Egy másik írásában javasolta, hogy a díszszemléken felvonuló katonák lengő bal karjának mozgását hasznosítsák energiatermelésre. Vonzódott az aforisztikus megfogalmazásokhoz, mint például „Ne vegyük magunkat komolyan, különben egyetlen túlélő sem marad”.
Sajátos „humorának” jeleként névjegykártyákat nyomtatott haragosainak nevében. Ha jártában feltűnően daliás katonatiszttel találkozott, belekötött az illetőbe, és a fals névjeggyel „igazolta” magát. Zord kritikusai igencsak meglepődtek, amikor valamilyen soha nem látott ember nevében párbajsegédek keresték fel őket.
A világhírt a Horgász a pácban (eredetileg: A Blaireau-ügy) c. regénye hozta el számára. Ebben nemcsak korának visszásságait gúnyolja ki, de máig érvényes módon jellemzi a bürokratikus rendszerek működését. Ezután többfelé (pl. Oroszországban) rendkívül népszerűvé vált.

## Fontosabb művei

### Gyűjteményes kötetek
- 1891:  Csavarkák (À se tordre),
- 1892: Éljen az élet! (Vive la vie!).
- 1900: Ne csapjuk pofon magunkat! (Ne nous frappons pas)
- 1902: Kapitány kapitány (Captain Captain)

## Regények
- Horgász a pácban (avagy a Blaireau-ügy) — 1899 (L'Affaire Blaireau)
- A bumeráng, avagy Semmi sem rossz, ha jó a vége, posztumusz regény — 1912 (Le Boomerang, ou Rien n'est mal qui finit bien)

## Filmadaptáció
- 1957: Horgász a pácban

## Fordítás
- Ez a szócikk részben vagy egészben  az   Alphonse Allais című francia Wikipédia-szócikk ezen változatának fordításán alapul.  Az eredeti cikk szerkesztőit annak laptörténete sorolja fel. Ez a jelzés csupán a megfogalmazás eredetét és a szerzői jogokat jelzi, nem szolgál a cikkben szereplő információk forrásmegjelöléseként.